# 大八木京子
大八木 京子（おおやぎ きょうこ、1963年9月1日 - ）は、日本の栄養士、食育インストラクター。駒澤大学陸上競技部道環寮の元寮母。神奈川県出身。
28年間、寮母・調理員として食生活を中心に部員をサポートした。夫は大八木弘明。

## 来歴
駒澤大学文学部地理学科を卒業した。大学では陸上競技部のマネジャーを務めた。同学年には、のちに陸上部監督となる大八木弘明が実業団を経て24歳で入学した。社会科教員免許を取得し、大学卒業後は高校で講師を務める。29歳の時に、実業団のヤクルトでコーチ兼選手だった大八木弘明と交際をすることになり、その後結婚した。1995年、夫のコーチ就任を機に寮母となり、食事作りを始める。
2007年から栄養士資格取得のため専門学校に通う。2年間、昼間は通学し、その後、寮の食事作りという生活を送る。2009年、東京栄養食糧専門学校栄養士科を卒業した。栄養士免許を取得後は、福祉施設で5年間、栄養士として献立作成にあたりながら、寮で学生たちの食事を作った。食事作りは、平日の朝晩、全員分を調理する。朝は5時過ぎから、夕食は午後3時半頃から準備を始める。また、昼食は各自が学食などで食べるため、新入生のために栄養講座も開いている。
2023年1月、駒澤大学は第99回箱根駅伝で、2大会ぶり8回目の総合優勝を果たし、史上5校目の大学駅伝三冠を達成した。監督勇退を決めた夫とともに、2022年度末で寮母を退任した。

## 著書
- 『駒大陸上部の勝負めし　箱根の強豪校の食事を完全再現！』枻出版社　2020.8.26[9]
- 『駅伝ごはん　駒澤大学陸上競技部のスポーツ応援レシピ 毎日つなごう！栄養のタスキ』ベースボール・マガジン社　2021.12.22

## 主な出演
- 2021年2月17日 - Number 箱根駅伝 PRESS・大迫傑の妻との対談[10]
- 2021年5月11日 - セブンルール（カンテレ／フジテレビ系列）[11][12]
- 2023年1月1日 - 浜美枝のいつかあなたと（文化放送）ゲスト[13]
- 2023年1月7日 - Going!Sports&News（日テレ系列）「箱根駅伝の舞台ウラ!駒澤&青山学院に密着 - 突然の退任…大八木監督が涙で伝えた決意監督の妻に密着！選手に送った最後の手紙」[14]